# Płoszyce (Nasiadki)
Płoszyce – niestandaryzowana nazwa leśniczówki w Polsce położona w województwie mazowieckim, w powiecie ostrołęckim, w gminie Lelis.

## Historia
W latach 1921–1939 wieś leżała w województwie białostockim, w powiecie ostrołęckim, w gminie Nasiadki (od 1931 w gminie Durlasy).
Według Powszechnego Spisu Ludności z 1921 roku wieś zamieszkiwało 14 osób, 13 było wyznania rzymskokatolickiego, 1 prawosławnego. Jednocześnie 13 mieszkańców zadeklarowało polską przynależność narodową a 1 rosyjską. Były tu 3 budynki mieszkalne. Miejscowość należała do parafii rzymskokatolickiej w Ostrołęce. Podlegała pod Sąd Grodzki w Ostrołęce i Okręgowy w Łomży; właściwy urząd pocztowy Ostrołęka 1.
W wyniku agresji niemieckiej we wrześniu 1939 wieś znalazła się pod okupacją niemiecką. Od 1939 do wyzwolenia w 1945 włączona w skład Landkreis Scharfenwiese, rejencji ciechanowskiej Prus Wschodnich III Rzeszy.
W latach 1975–1998 miejscowość administracyjnie należała do województwa ostrołęckiego.